# Ji Zhaoguang
Dans ce nom, le nom de famille, Ji, précède le nom personnel.
Ji Zhaoguang, (en chinois : 稽 照光), né le 5 décembre 1956, est un ancien joueur chinois de basket-ball.